# Philip Milanov
Philip Milanov (ur. 6 lipca 1991 w Brugii) – belgijski lekkoatleta, pochodzenia bułgarskiego, specjalizujący się w rzucie dyskiem.
Piąty zawodnik młodzieżowych mistrzostw Europy w Tampere (2013). W 2015 zdobył złoto uniwersjady oraz został w Pekinie wicemistrzem świata w rzucie dyskiem. W 2016 został wicemistrzem Europy. Dziewiąty zawodnik igrzysk olimpijskich w Rio de Janeiro (2016). W 2017 na eliminacjach zakończył udział podczas rozgrywanych w Londynie mistrzostw świata.
Złoty medalista mistrzostw Belgii (także w pchnięciu kulą) oraz reprezentant kraju na drużynowych mistrzostwach Europy i pucharze Europy w rzutach.
Okazjonalnie występuje również w pchnięciu kulą.
Rekord życiowy: 67,26 (6 maja 2016, Doha). Wynik ten jest aktualnym rekordem Belgii.

## Osiągnięcia
| Rok  | Impreza                              | Miejsce               | Lokata               | Wynik |
| ---- | ------------------------------------ | --------------------- | -------------------- | ----- |
| 2011 | I liga drużynowych mistrzostw Europy | Izmir                 | 9. miejsce           | 54,88 |
| 2012 | Zimowy puchar Europy w rzutach       | Bar                   | 8. miejsce (U-23)    | 53,50 |
| 2013 | Zimowy puchar Europy w rzutach       | Castellón de la Plana | 4. miejsce (U-23)    | 60,42 |
| 2013 | I liga drużynowych mistrzostw Europy | Dublin                | 7. miejsce           | 58,37 |
| 2013 | Młodzieżowe mistrzostwa Europy       | Tampere               | 5. miejsce           | 59,06 |
| 2014 | Zimowy puchar Europy w rzutach       | Leiria                | 2. miejsce (Grupa B) | 60,84 |
| 2014 | Mistrzostwa Europy                   | Zurych                | el. – 20. miejsce    | 59,85 |
| 2015 | Zimowy puchar Europy w rzutach       | Leiria                | 7. miejsce           | 62,88 |
| 2015 | I liga drużynowych mistrzostw Europy | Heraklion             | 1. miejsce           | 62,02 |
| 2015 | Uniwersjada                          | Gwangju               | 1. miejsce           | 64,15 |
| 2015 | Mistrzostwa świata                   | Pekin                 | 2. miejsce           | 66,90 |
| 2016 | Mistrzostwa Europy                   | Amsterdam             | 2. miejsce           | 65,71 |
| 2016 | Igrzyska olimpijskie                 | Rio de Janeiro        | 9. miejsce           | 62,22 |
| 2017 | I liga drużynowych mistrzostw Europy | Vaasa                 | 6. miejsce           | 18,33 |
| 2017 | I liga drużynowych mistrzostw Europy | Vaasa                 | 2. miejsce           | 63,27 |
| 2017 | Mistrzostwa świata                   | Londyn                | el. – 14. miejsce    | 63,16 |
| 2019 | Puchar Europy w rzutach              | Šamorín               | 1. miejsce           | 62,63 |
| 2019 | I liga drużynowych mistrzostw Europy | Sandnes               | 2. miejsce           | 64,73 |
| 2019 | Mistrzostwa świata                   | Doha                  | el. – 29. miejsce    | 60,24 |
| 2021 | Puchar Europy w rzutach              | Split                 | 7. miejsce           | 61,78 |
| 2021 | I liga drużynowych mistrzostw Europy | Kluż-Napoka           | 3. miejsce           | 61,26 |
| 2022 | Mistrzostwa świata                   | Eugene                | el. – 21. miejsce    | 61,47 |
| 2022 | Mistrzostwa Europy                   | Monachium             | el. – 15. miejsce    | 61,04 |
| 2023 | Mistrzostwa świata                   | Budapeszt             | el. – 18. miejsce    | 63,00 |
| 2024 | Mistrzostwa Europy                   | Rzym                  | el. – 21. miejsce    | 60,49 |
| 2024 | Igrzyska olimpijskie                 | Paryż                 | el. – 15. miejsce    | 62,44 |